# Diane Desfor
Diane Desfor (Long Beach, 15 giugno 1955) è un'ex tennista statunitense.

## Carriera
In carriera ha vinto un titolo di doppio, il New South Wales Open nel 1979. Nei tornei del Grande Slam ha ottenuto il suo miglior risultato agli US Open raggiungendo i quarti di finale di doppio nel 1979 e nel 1980, entrambi in coppia con la connazionale Barbara Hallquist.

## Statistiche

### Doppio

#### Vittorie (1)
| Numero | Anno             | Torneo                       | Superficie | Compagna          | Avversarie in finale       | Punteggio     |
| 1.     | 23 dicembre 1979 | New South Wales Open, Sydney | Erba       | Barbara Hallquist | Barbara Jordan Kym Ruddell | 4-6, 6-2, 6-2 |